# Фаурлин, Алехандро
Алехандро Дамиан Фаурлин (исп. Alejandro Damián Faurlín; 12 ноября 1986, Росарио, Аргентина) — аргентинский футболист, полузащитник.

## Карьера
Фаурлин начал свою карьеру у себя на родине в Аргентине, там он подписал свой первый профессиональный контракт с клубом из чемпионата Аргентины «Росарио Сентраль». Выйти на поле за этот клуб ему удалось только один раз, после чего он подписал контракт с клубом из лиги Примера B Насьональ «Атлетико Рафаэла».
В период между 2008 и 2009 годами он играл за клуб второго аргентинского дивизиона «Институто». 7 июля 2009 года Фаурлин подписал контракт с «Куинз Парк Рейнджерс» за рекордные для клуба 3,5 миллиона фунтов стерлингов.
18 августа 2009 года он дебютировал за новый клуб в матче против «Бристоль Сити». До подписания контракта с «Куинз Парк Рейнджерс» Фаурлин отклонил предложения из различных клубов Греции, Испании и Италии. По окончании сезона 2009/10 он был признан лучшим игроком клуба по версии болельщиков.

## Достижения
«КПР»
- Чемпионат Футбольной лиги Англии: 2010/11 (1-е место, выход в Премьер-лигу).